# Wohnhaus Dorfstraße 12 (Gortz)
Das Wohnhaus in der Adresse Gortzer Dorfstraße 12 in der Gemeinde Beetzseeheide, im Ortsteil Gortz ist ein unter Denkmalschutz stehendes bäuerliches Wohngebäude.

## Bauwerk
Es handelt sich um ein einstöckiges Wohnhaus, das längs zur Straße steht. Es ist durch seine reiche Verzierung auffällig. Der Putz hat einen weißlichen Anstrich. Auffälligstes Detail ist ein Mittelrisalit mit Dreiecksgiebel. Mehrere Gesimse laufen verkröpft um drei Seiten des Hauses. Das Traufgesims ist von Konsolen getragen. An den Ecken des Hauses und des Mittelrisalits befinden sich Ecklisenen mit Quaderputz. Die Verdachungen der Fenster weisen ebenfalls Dreieckgiebel auf. Diese werden von leicht profilierten Blendsäulen getragen. Ein ebenfalls konsolidiertes Traufgesims des Risalits reicht als horizontales Element um dessen Giebel und bildet so die untere Seite des flachwinkeligen Dreiecks. 
Die südliche Außenwand unterhalb des Hausgiebels weist wie die straßenwärtige Fassade einige Schmuckelemente auf. Ein zentrales Rundbogenfenster mit einem Schlussstein befindet sich in einem flach verdachten Blendportal. Beidseits von diesem gibt es jeweils rechteckige Blendfenster mit den dreiecksgiebligen Verdachungen und Blendsäulen der Vorderseite des Hauses. Zwei größere mittige Fenster des Dachgeschosses haben eine flache Verdachung, die jedoch von keinen Blendsäulen getragen wird. Kleine seitliche Fenster sind lediglich leicht profiliert umrandet. Das Traufgesims der Hausvorder- und Rückseite reicht jeweils als Giebelohr auf die Außenwand. Die Nordseite weist die Giebelohren des Gesims auf. Ebenfalls greifen die Ecklisenen auf diese Hauswand. Neben der Eckgestaltung ist die Wand schmucklos gestaltet. Fenster im Dachgeschoss sind unverziert. Der Hauseingang befindet sich auf der Rückseite des Hauses zum Hof beziehungsweise Garten. Das Dach ist ein Satteldach.